# Wilhelm Speckhardt
Wilhelm Speckhardt (* 1959 in Darmstadt) ist ein deutscher Politiker (CDU) und war von 2001 bis 2014 Bürgermeister von Eschborn.

## Leben
Nach Beendigung der Schule studierte Speckhardt an der Verwaltungsfachhochschule in Darmstadt und schloss sein Studium 1982 als Diplom-Verwaltungswirt (FH) ab. Daneben war er acht Jahre in der Stadtverwaltung Darmstadt tätig und wechselte 1983 in die Verwaltung der im Kreis Darmstadt-Dieburg gelegenen Gemeinde Modautal. Im Jahr 1991 wurde er von der Gemeindevertretung zum hauptamtlichen Bürgermeister von Modautal gewählt. Als im 1. Dezember 1996 die erste Direktwahl des Bürgermeisters erfolgte, wurde Speckhardt mit 68 % der Stimmen als Bürgermeister bestätigt. Dieses Amt bekleidete er bis Januar 2000. Speckhardt wurde nun ab Februar 2000 Erster Stadtrat der Stadt Eschborn. Am 19. August 2001 erfolgte seine Wahl zum Bürgermeister. Er erzielte hierbei 59,9 % der Stimmen. Am 2. September 2007 wurde er mit 59 % der Stimmen wiedergewählt. Nachdem bei der Bürgermeisterwahl am 22. September 2013 kein Kandidat die Mehrheit erringen konnte, kam es am 6. Oktober zu einer Stichwahl. In dieser unterlag Speckhardt seinem Kontrahenten Mathias Geiger mit 38,9 % zu 61,1 % der abgegebenen Stimmen.
Des Weiteren war Speckhardt, der seit 1983 Mitglied der CDU ist, für 16 Jahre Kreistagsabgeordneter im Kreistag Darmstadt-Dieburg und fungierte dort mehrere Jahre als stellvertretender Vorsitzender der Fraktion seiner Partei. Später wurde er Kreistagsabgeordneter im Kreistag Main-Taunus sowie Mitglied des Finanzausschusses des Hessischen Städtetages.
Speckhardt ist seit 1992 verheiratet.